# 若望·阿徹利·迪尤
若望·阿徹利·迪尤（英語：John Dew；1948年5月5日—），是天主教新西蘭籍司鐸級樞機及現任惠靈頓總教區總主教，並兼任新西蘭軍中教長區教長。

## 生平
迪尤出生於1948年5月5日，在新西蘭首都惠靈頓。於1976年5月9日，在惠靈頓總教區晉鐸。
他於1995年5月31日晉牧，並獲教宗若望保祿二世任命為惠靈頓總教區輔理主教，領銜Privata教區主教。2004年5月24日，任總教區助理主教以協助威廉姆斯樞機。直到2005年3月21日，由於托馬斯·威廉姆斯樞機榮休，因此西普里亞尼接替成為惠靈頓總教區總主教。2005年4月1日，兼任新西蘭軍中教長區教長。
教宗方濟各在2015年1月4日的《三鐘經》祈禱活動結束之際將他擢升為樞機。他於隔月14日與教宗舉行共祭彌撒大典，並被擢升為司鐸級樞機。

## 牧徽

若望·阿徹利·迪尤樞機牧徽